# Cheima Chebila
Cheima Chebila, née en 1997, est une lutteuse algérienne.

## Carrière
Cheima Chebila est médaillée d'or dans la catégorie des moins de 48 kg aux Championnats d'Afrique juniors 2016 à Alger. 
Elle est médaillée d'argent dans la catégorie des moins de 50 kg aux Championnats d'Afrique de lutte 2023 à Hammamet.
Elle est médaillée de bronze dans la catégorie des moins de 50 kg aux Jeux africains de plage de 2023 à Hammamet.
Elle est médaillée d'argent dans la catégorie des moins de 50 kg aux Championnats d'Afrique de lutte 2025 à Casablanca.